# Gustava Zemgala gatve

Gustava Zemgala gatve est une rue du district du Nord et de la banlieue de Vidzeme à Rīga en Lettonie.

## Présentation
Gustava Zemgala gatve traverse les quartiers de Mežaparks, Čiekurkalns, Teika et Purvciems. 
La rue commence à l'intersection de la rue Dzelzavas iela et se termine en croisant la Viestura prospektu. 
La longueur totale de la rue Gustava Zemgala est de 5 381 mètres.
La rue a reçu son nom actuel en juillet 2008 en l'honneur Gustavs Zemgals Président de la république de Lettonie de 1927 à 1930. . 
Auparavant, la partie de Gustava Zemgala gatve au sud du viaduc au-dessus de la gare de Čiekurkalns faisait partie de la rue Vairoga iela.

## Galerie

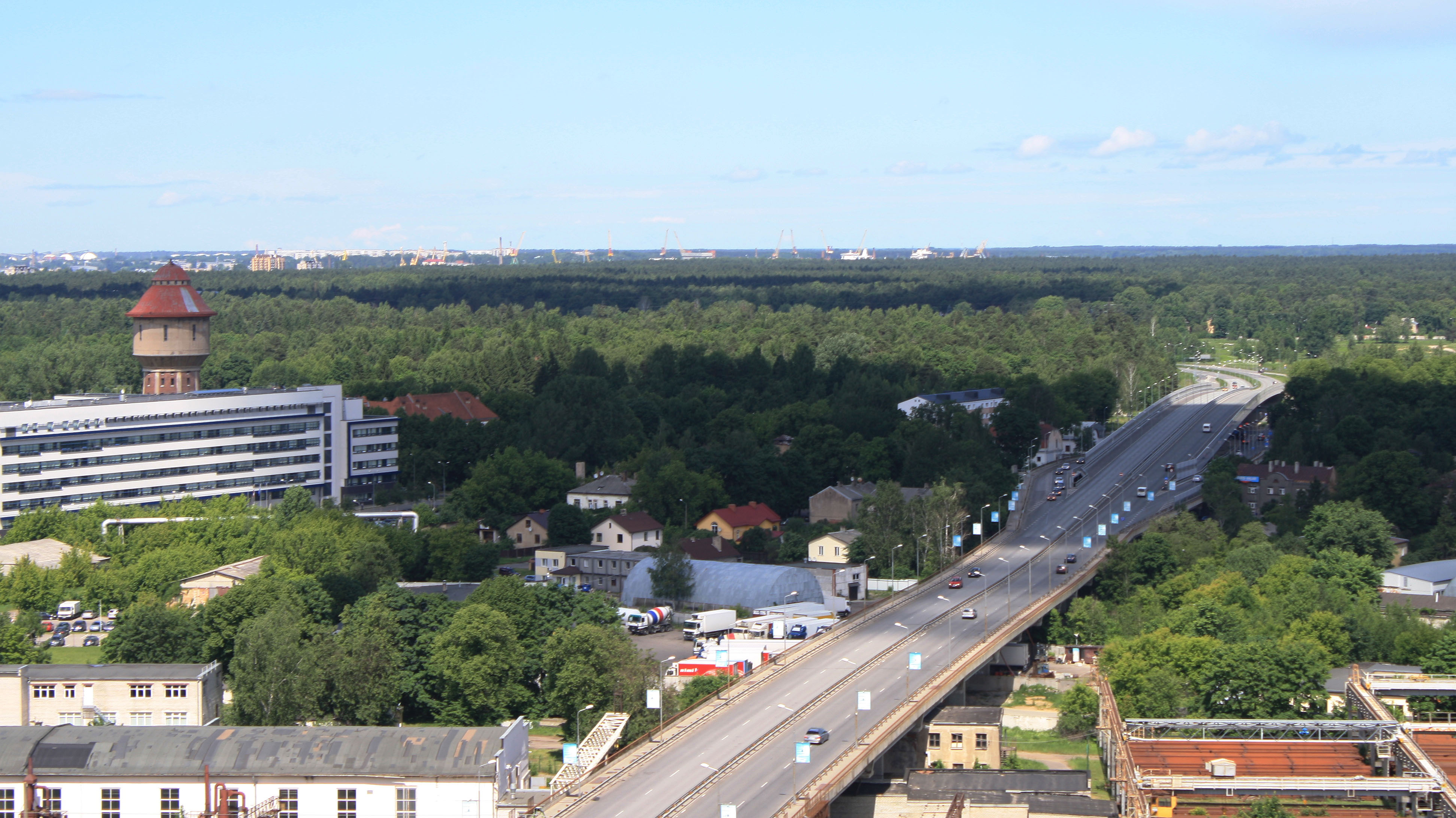
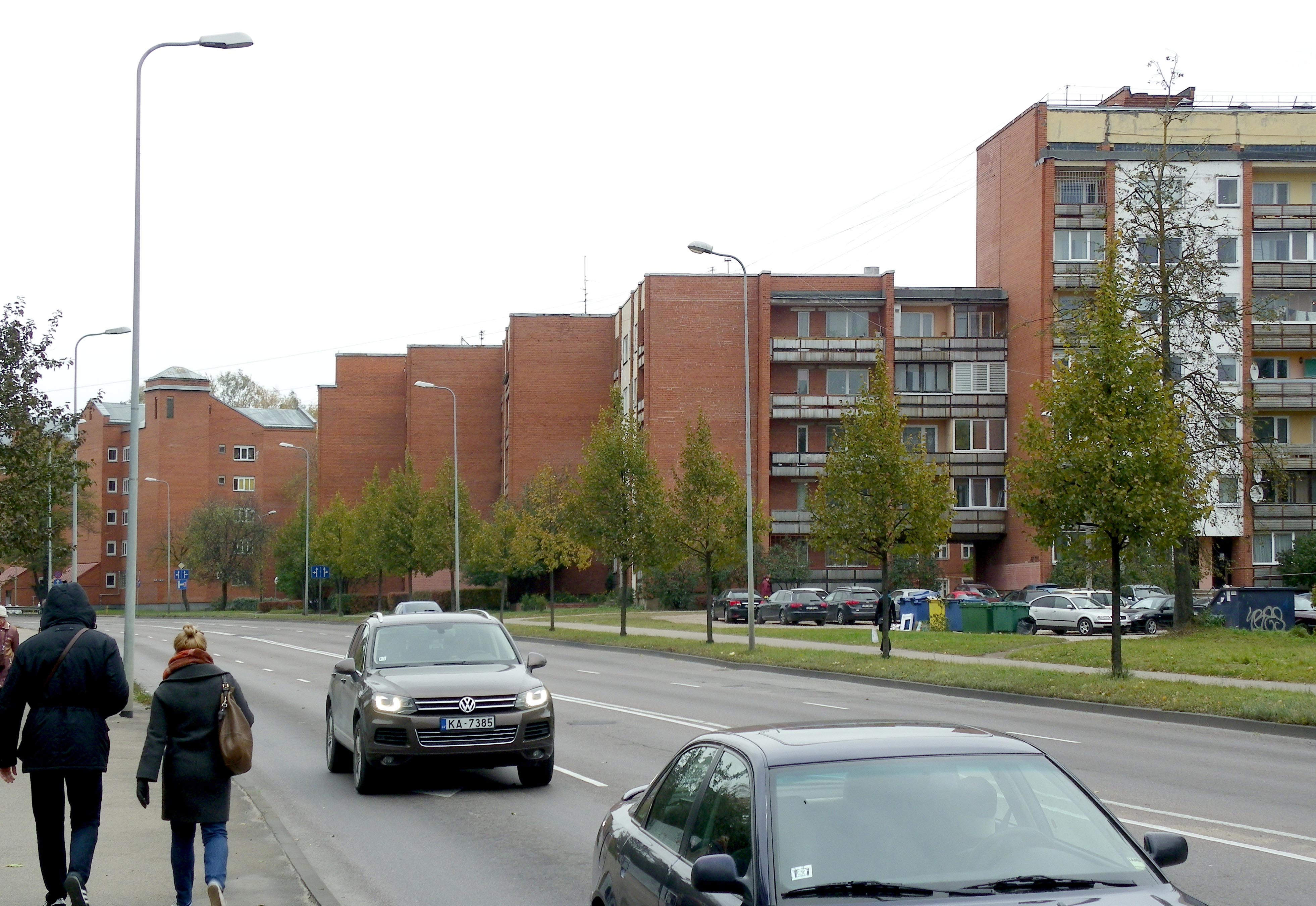
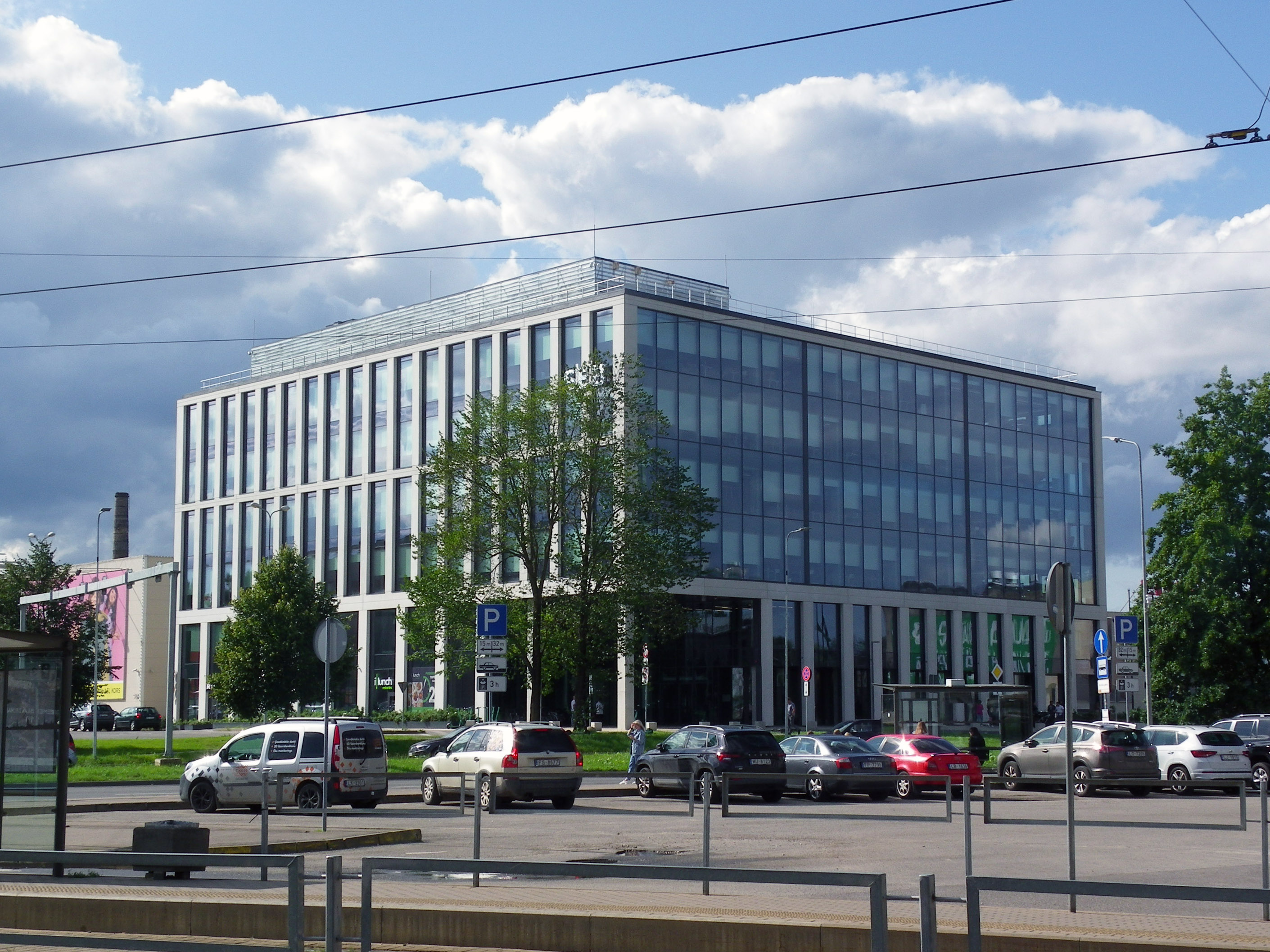
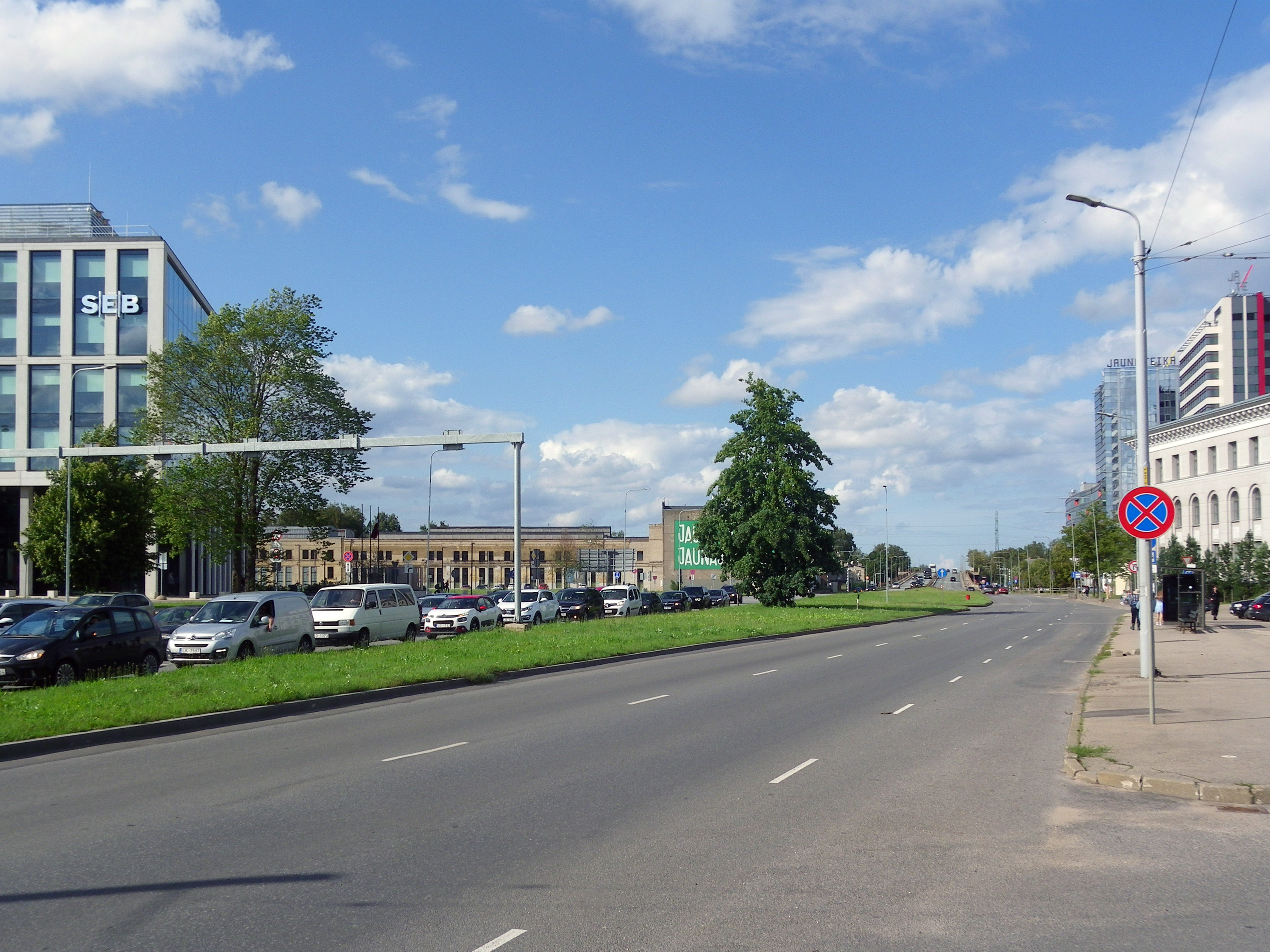

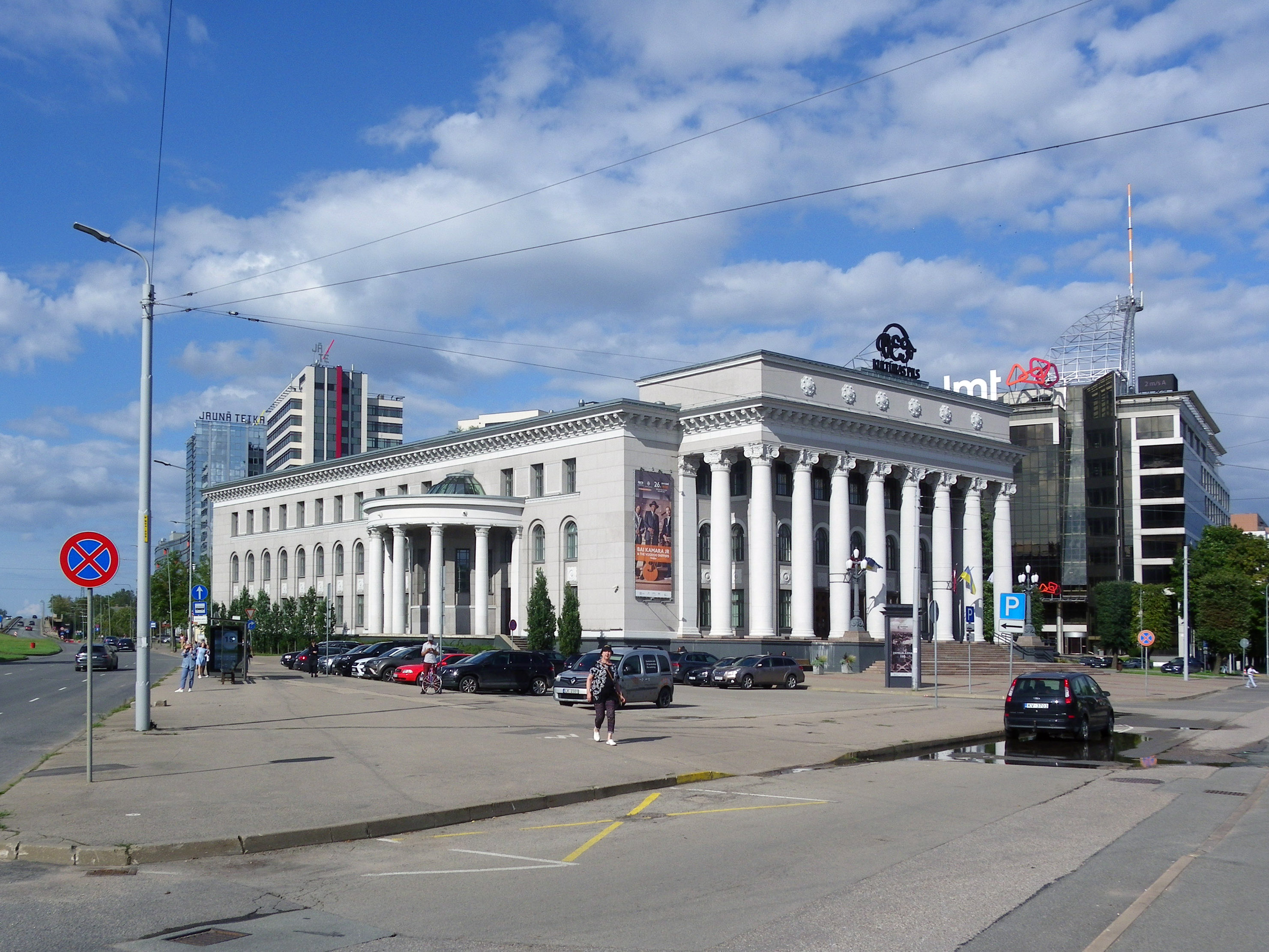
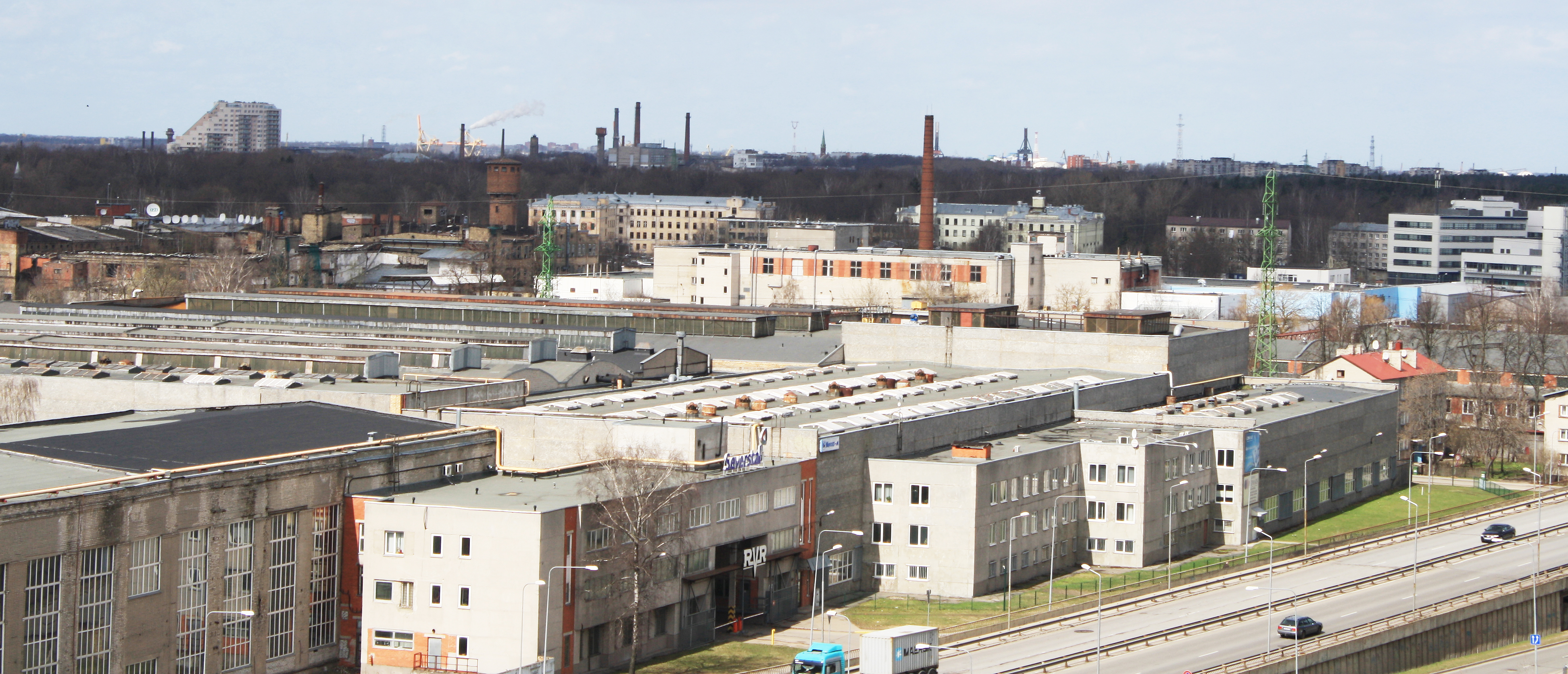
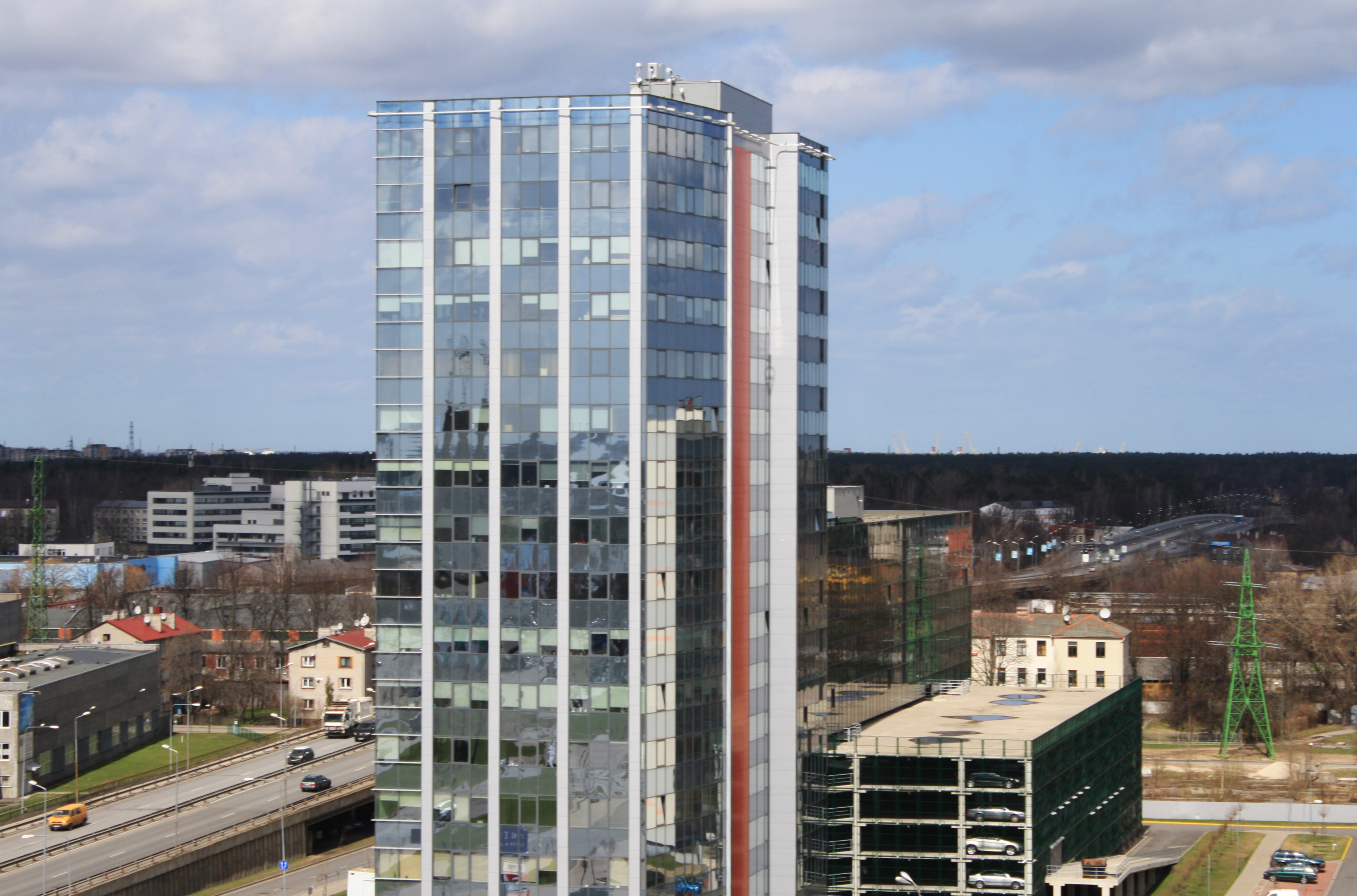
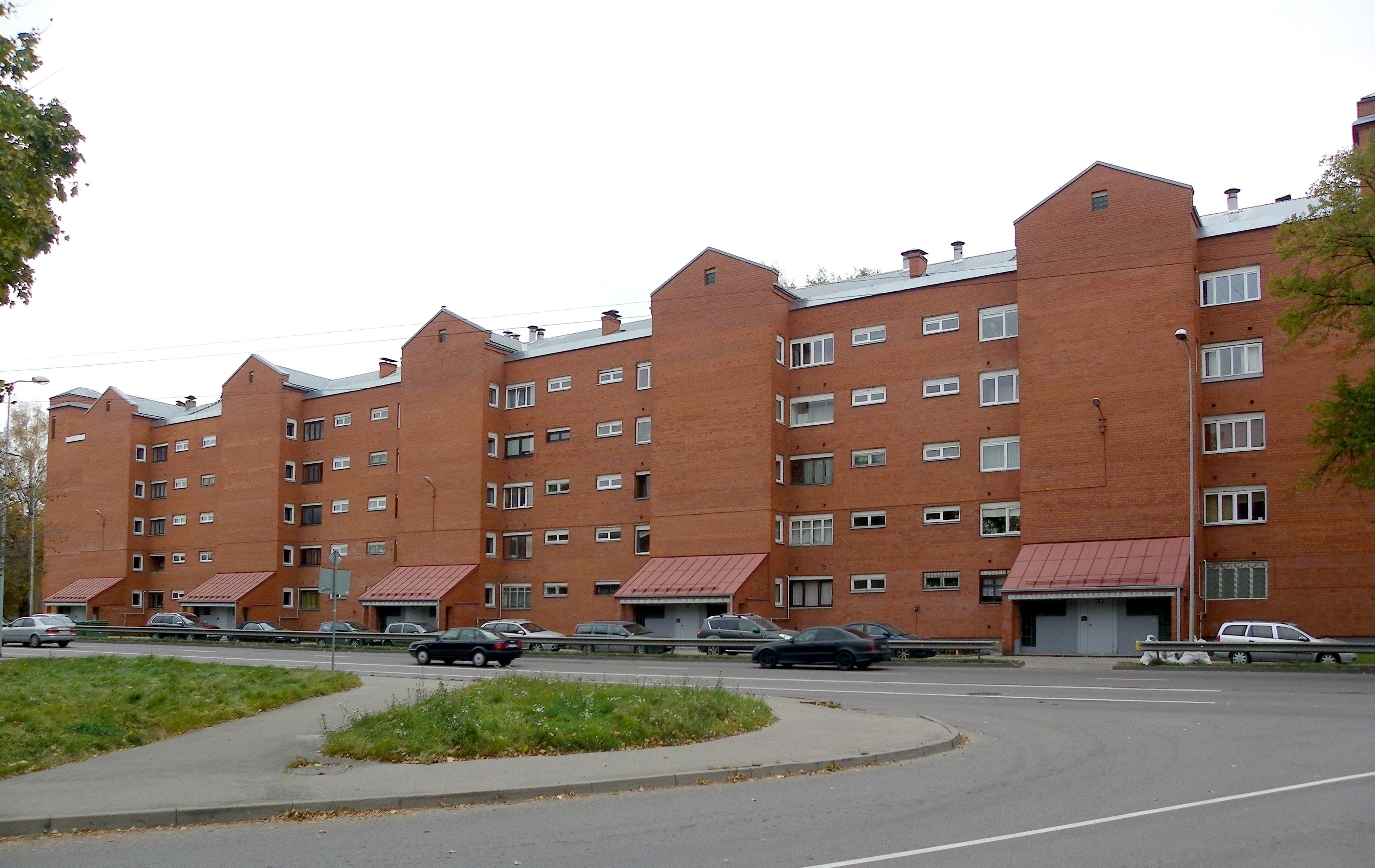

## Transport
- Bus:	48, 58
- Trolleybus:	13, 16, 17
- Tramway: 1